# ماهر (کلرادو)
ماهر (به انگلیسی: Maher) یک منطقهٔ مسکونی در ایالات متحده آمریکا است که در شهرستان مانترووز، کلرادو واقع شده‌است. ماهر ۲٬۰۷۵ متر بالاتر از سطح دریا واقع شده‌است.